# District de Taoyuan
Pour les articles homonymes, voir Taoyuan.
Le district de Taoyuan (chinois traditionnel : 桃園區) est un district de la municipalité spéciale de Taoyuan, au nord de Taïwan.

## Géographie
Le district couvre une superficie de 34,80 km2.
Il compte 443 273 habitants d'après le recensement de avril 2018.